# Yakakent
Yakakent là một huyện thuộc tỉnh Samsun, Thổ Nhĩ Kỳ. Huyện có diện tích 38 km² và dân số thời điểm năm 2007 là 9521 người, mật độ 251 người/km².